# Circuit intégré 7415

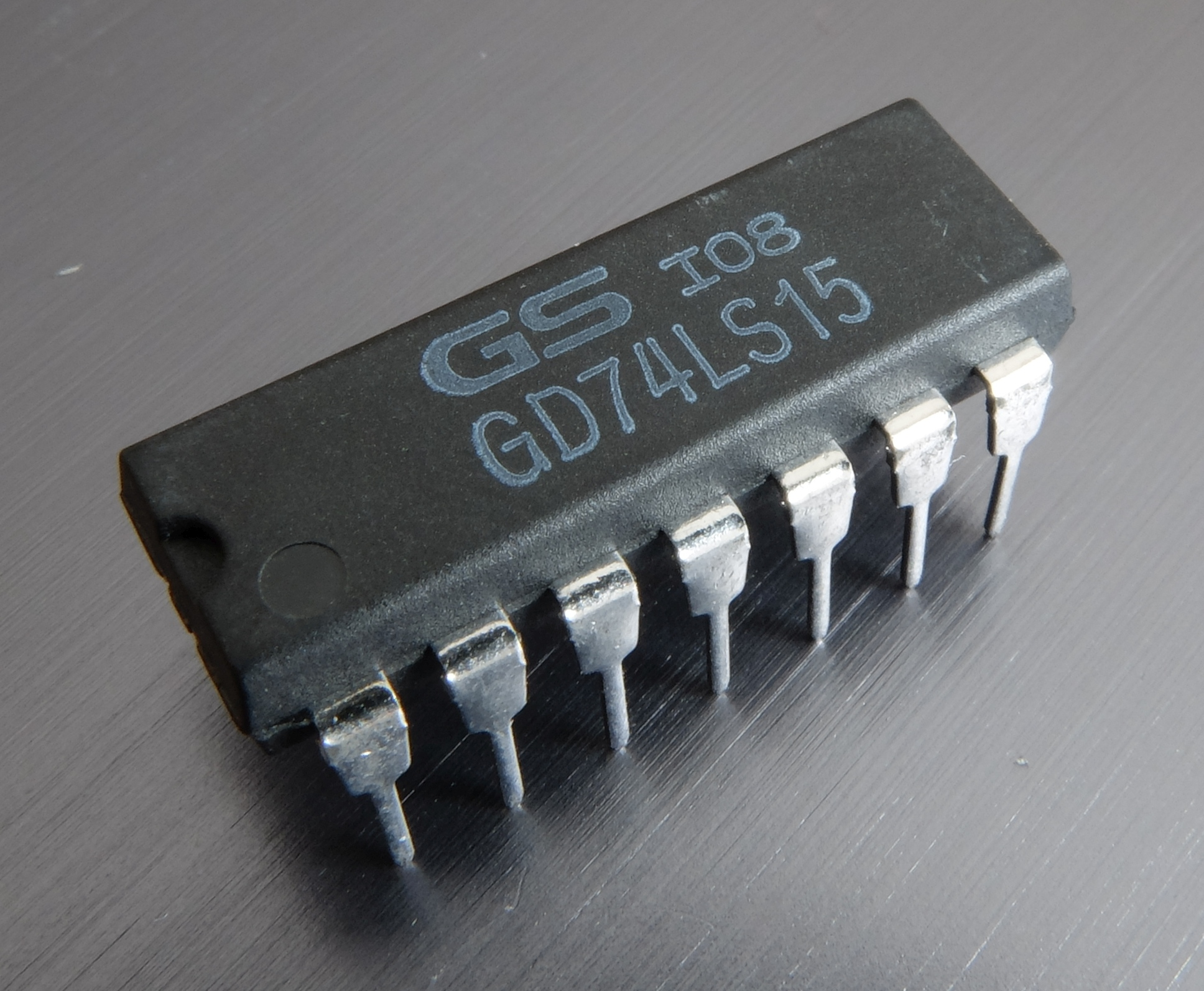
Circuit intégré 7415 (LG Electronics GD74LS15)

Brochage

Le circuit intégré 7415 fait partie de la série des circuits intégrés 7400 utilisant la technologie TTL.

Ce circuit est composé de trois portes logiques indépendantes ET à trois entrées possédant chacune une sortie à collecteur ouvert.